# North Oxford (Maine)
North Oxford es un territorio no organizado ubicado en el condado de Oxford en el estado estadounidense de Maine. En el Censo de 2010 tenía una población de 24 habitantes y una densidad poblacional de 0,02 personas por km².

## Geografía
North Oxford se encuentra ubicado en las coordenadas 44°55′38″N 70°55′17″O / 44.92722, -70.92139. Según la Oficina del Censo de los Estados Unidos, North Oxford tiene una superficie total de 1414.86 km², de la cual 1318.41 km² corresponden a tierra firme y (6.82%) 96.44 km² es agua.

## Demografía
Según el censo de 2010, había 24 personas residiendo en North Oxford. La densidad de población era de 0,02 hab./km². De los 24 habitantes, North Oxford estaba compuesto por el 91.67% blancos, el 4.17% eran afroamericanos, el 0% eran amerindios, el 0% eran asiáticos, el 0% eran isleños del Pacífico, el 0% eran de otras razas y el 4.17% pertenecían a dos o más razas. Del total de la población el 0% eran hispanos o latinos de cualquier raza.